# 奧古斯圖夫
奧古斯圖夫（波蘭語：Augustów）是位於波蘭東北部的城镇。1995年，有人口29,600人。自1999年起，屬波德拉謝省。在1975年至1998年期間，屬蘇瓦烏基省。在1970年，奧古斯圖夫正式被官方認可為健康和休閒度假地。奧古斯圖夫雖然規模不大，卻有很多旅遊景點，也是知名的度假區。